# Karl Kiel
Karl Kiel (* 17. November 1905 in Geestemünde; † 21. August 1974) war ein deutscher Politiker (SPD) und für Bremerhaven Mitglied der Bremischen Bürgerschaft.

## Biografie
Kiel war als Lehrer und Schulleiter in Bremerhaven tätig.
Er wurde Mitglied der SPD und war von 1959 bis 1967 Mitglied der 5. und 6. Bremischen Bürgerschaft sowie  Mitglied verschiedener Deputationen u a. für das Bildungswesen.